# Lilì Kangy

## Etimologia del brano
Lilì Kangy è una canzone scritta dagli autori napoletani Giovanni Capurro e Salvatore Gambardella. Narra la storia di una giovane ragazza che decide di cambiar nome da Concetta a Lilì Kangy, dove "Kangy" è un modo francesizzato per dire Concetta.
Nel gioco di parole è anche la decisione di Concetta di fare la "sciantosa" (chanteuse in francese, ovvero cantante). Infatti tra la fine dell'Ottocento e l'inizio del Novecento Napoli visse la sua Belle Époque conoscendo un periodo veramente creativo e fertile per autori e musicisti. In quel tempo si creò lo stile della canzone napoletana e Lilì Kangy venne scritta come una macchietta. La macchietta pur derivando da macchia stava ad indicare più precisamente un insieme di colori a mo' del trucco degli artisti.
Le macchiette erano delle brevi, ironiche esibizioni realizzate spesso nei Cafè-chantant. In particolare Lilì Kangy fu la canzone preferita della "sciantosa" più famosa dell'epoca: Lina Cavalieri.

## Testo
Mo nun só' cchiù Cuncetta,

ma só' Lilí Kangy,

sciantosa prediletta,

avite voglia 'e dí!
Quanno mme ribbuttaje,

e chi v' 'o ppò cuntá?

'A gente mme menaje

mazzette 'nquantitá...
Chi mme piglia pe' frangesa,

chi mme piglia pe' spagnola,

ma só' nata ô Conte 'e Mola,

metto 'a coppa a chi vogl' i'...
Caro Bebè,

che guarde a fá?

io quanno veco a te

mme sento disturbá!
II
Tre sòre piccerelle,

vènono appriesso a me...

e fanno 'e stelletelle

pe' dint'a sti cafè...
Ma i' sóngo 'a vera stella

d'ogne cafè sciantá:

sulo cu na resélla,

ve faccio cunzulá!
Chi mme piglia pe' frangesa,

...........
III
A 'e vvote, 'ncopp' 'o foglio,

sento parlá 'e Lilí...

Io leggo, ma mme 'mbroglio:

che vuó' arrivá a capí?
Ma chesto nun mme 'mporta:

s'ha da sapé abballá...

Basta ca 'a veste è corta,

tutto se po' aggiustá!
Chi mme piglia pe' frangesa,

...........